# Raquel Atawo
Raquel Atawo (født 8. december 1982 i Fresno, Californien, USA) er en professionel kvindelig tennisspiller fra USA.